# Supercoppa saudita
La Supercoppa saudita (in arabo كأس السوبر السعودي‎?) è una competizione calcistica saudita cui partecipano le squadre vincitrici del campionato e della Coppa del Re dei Campioni. Nel caso in cui la squadra campione nazionale vinca anche la Coppa del Re dei Campioni, viene ammessa alla Supercoppa la vincitrice della Coppa della Corona del Principe saudita. La prima edizione della competizione si è svolta nel 2013.

## Edizioni
| Anno | Vincitore | Risultato     | Finalista   | Stadio                                       |
| ---- | --------- | ------------- | ----------- | -------------------------------------------- |
| 2013 | Al-Fateh  | 3-2 (dts)     | Al-Ittihad  | Stadio Re Abdul Aziz, La Mecca               |
| 2014 | Al-Shabab | 1-1 (4-3 dtr) | Al-Nassr    | Stadio Internazionale Re Fahd, Riad          |
| 2015 | Al-Hilal  | 1-0           | Al-Nassr    | Loftus Road, Londra                          |
| 2016 | Al-Ahli*  | 1-1 (4-3 dtr) | Al-Hilal#   | Craven Cottage, Londra                       |
| 2017 |           | non disputata |             |                                              |
| 2018 | Al-Hilal* | 2-1           | Al-Ittihad# | Loftus Road, Londra                          |
| 2019 | Al-Nassr  | 1-1 (5-4 dtr) | Al-Taawoun  | Stadio Città dello Sport Re Abd Allah, Gedda |
| 2020 | Al-Nassr  | 3-0           | Al-Hilal    | Stadio Internazionale Re Fahd, Riad          |
| 2021 | Al-Hilal  | 2-2 (4-3 dtr) | Al-Faisaly  | Stadio Internazionale Re Fahd, Riad          |

Fonte:

### Formato a quattro squadre
| Edizione | Data            | Vincitore  | Finalista  | Risultato | Semifinaliste | Sede                                           |
| -------- | --------------- | ---------- | ---------- | --------- | ------------- | ---------------------------------------------- |
| 2022     | 29 gennaio 2023 | Al-Ittihad | Al-Fayha   | 2-0       | Al-Hilal      | Riad, Stadio internazionale Re Fahd            |
| 2022     | 29 gennaio 2023 | Al-Ittihad | Al-Fayha   | 2-0       | Al-Nassr      | Riad, Stadio internazionale Re Fahd            |
| 2023     | 11 aprile 2024  | Al-Hilal   | Al-Ittihad | 4-1       | Al-Wahda      | Abu Dhabi, Stadio Mohammed bin Zayed           |
| 2023     | 11 aprile 2024  | Al-Hilal   | Al-Ittihad | 4-1       | Al-Nassr      | Abu Dhabi, Stadio Mohammed bin Zayed           |
| 2024     | 17 agosto 2024  | Al-Hilal   | Al-Nassr   | 4-1       | Al-Ahli       | Abha, Stadio Principe Sultan bin 'Abd al-'Aziz |
| 2024     | 17 agosto 2024  | Al-Hilal   | Al-Nassr   | 4-1       | Al-Taawoun    | Abha, Stadio Principe Sultan bin 'Abd al-'Aziz |

Note
- * vincitore Pro League e Coppa del Re.
- # vincitore Coppa della Corona del Principe saudita.

Fonte:

## Vincitori
| Club       | Vittorie | Secondi Posti | Anni Vittorie                | Anni Sconfitte   |
| ---------- | -------- | ------------- | ---------------------------- | ---------------- |
| Al-Hilal   | 5        | 2             | 2015, 2018, 2021, 2023, 2024 | 2016, 2020       |
| Al-Nassr   | 2        | 3             | 2019, 2020                   | 2014, 2015, 2024 |
| Al-Ittihad | 1        | 3             | 2022                         | 2013, 2018, 2023 |
| Al-Fateh   | 1        | -             | 2013                         | -                |
| Al-Shabab  | 1        | -             | 2014                         | -                |
| Al-Ahli    | 1        | -             | 2016                         | -                |

Fonte: